# Pierre Marzin
Pour les articles homonymes, voir Marzin.
Pierre Marzin, né le 24 octobre 1905 à Lannion et décédé le 2 août 1994 à Paris, est un ingénieur et un homme politique français. 

## Biographie
Pierre Marzin est le fils d'un mécanicien agricole. Ingénieur diplômé de l'École polytechnique (promotion 1925), de l'École Supérieure des Postes & Télégraphes (ESPT) et de Supélec en 1929. 
Pierre Marzin, élève ingénieur à l'ESPT, est nommé ingénieur ordinaire au Service d’Études et des Recherches Techniques (SERT) par arrêté du 18 juin 1930, puis muté à la direction du SERT par acte dit arrêté du 15 octobre 1941 pour devenir ingénieur en chef par acte dit arrêté du 23 février 1942.
Le 23 mai 1946, Pierre Marzin, alors inspecteur général adjoint depuis mars 1944 à la Direction des Recherches et du Contrôle Technique des PTT (DRCT), est chargé à cette date du Service des Recherches et du Contrôle Technique (SRCT). 
En 1954, à la suite de l'absorption de fait du CNET par la DRCT, il devient directeur du Centre national d'études des télécommunications jusqu'à sa nomination en tant que directeur général des Télécommunications du 21 décembre 1967 au 11 octobre 1971.
Élu maire de Lannion de 1971 à 1977, il initie le développement économique de la ville dans les années 1960 en obtenant l'implantation d'un établissement du Centre national d'études des télécommunications, le CNET, ancien nom de France Télécom R&D. Marzin parvient à transformer un petit village de province en centre de technologie de pointe international, une première dans l'histoire de la décentralisation en France,.
Il est inhumé dans le cimetière de Lannion.

## Réalisations notables

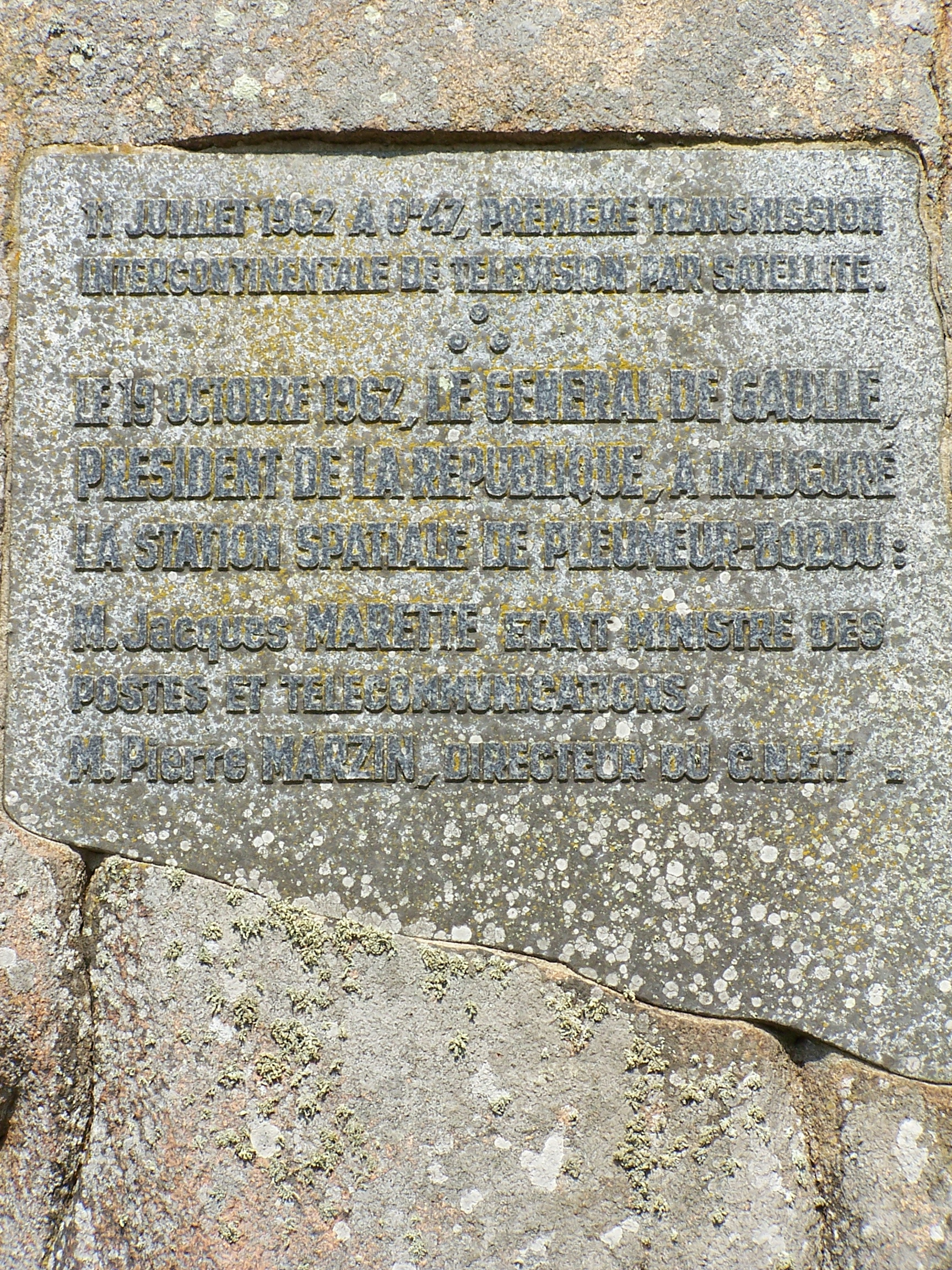
Inscription menhir : 11 juillet 1962 à Oh47, premiere transmission intercontinentale de télévision par satellite. Le 19 octobre 1962, le General de Gaulle; president de la republique, a inauguré la station spatiale de Pleumeur-Bodou: M. Jacques MARETTE etant ministre des postes et telecommunications, M.Pierre MARZIN, directeur du CNET.

Dans les années 30, il met au point ce que l'on nommera la pastille Marzin, la première membrane moderne et fiable destinée aux microphones des combinés téléphoniques. En 1937, il invente le système à courant porteur simplifié, qui double la capacité de transmission téléphonique pour chaque paire de fils. Ce système fut surnommé le « système Marzin » ou encore plus familièrement pour les agents des PTT « la marzinette ». En 1942, il participa à l'évolution de sa propre invention, où désormais il est possible de sextupler la capacité de transmission téléphonique pour chaque câble. 
En janvier 1970, on doit à Pierre Marzin, alors directeur général des Télécommunications, la mise au point du premier commutateur téléphonique temporel (c'est-à-dire totalement électronique) jamais conçu, le Prototype Lannionais d'Autocommutateur Temporel à Organisation Numérique (PLATON), en tandem avec l'ingénieur Louis-Joseph Libois alors devenu depuis 1968 le directeur du Centre national d'études des télécommunications (CNET).

## Mandats
- 1971-1977 : maire de Lannion
- 1971-1980 : sénateur des Côtes-du-Nord

## Hommages
Une statue de Pierre Marzin a été placée, de son vivant. devant le hall principal du CNET à Lannion.

## Décorations
- Grand officier de la Légion d'honneur par décret du 2 juin 1961[8]
- Commandeur de la Légion d'honneur par décret du 9 juillet 1951[9]
- Officier de la Légion d'honneur par décret du 5 août 1946
- Chevalier de la Légion d'honneur par décret du 24 juillet 1935
- Commandeur de l'ordre du Mérite postal nommé par décret du 10 décembre 1953[10]
- Grand-croix de l'ordre national du Mérite par décret le 18 février 1988